# Сан-Кристобаль (вулкан)
Сан-Крісто́баль (ісп. San Cristóbal) — найвищий вулкан у Нікарагуа, Центральна Америка. Висота вулкана, за даними Global Volcanism Program, становить 1745 м. Через часті, але спокійні виверження він також є одним з найактивніших вулканів у Нікарагуа. Розташований у північно-західній частині країни.

## Характеристика
Сан-Кристобаль — стратовулкан, який є частиною однойменного вулканічного комплексу, до якого входять ще 4 вулкани. Це наймолодший вулкан комплексу. Розмір кратера становить 500 × 600 м.